# Olegário Benquerença

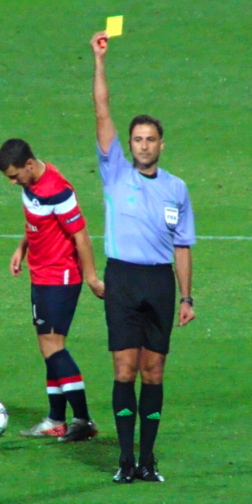
Olegário Benquerença

Olegário Manuel Bartolo Benquerença (* 18. Oktober 1969 in Batalha) ist ein portugiesischer Fußballschiedsrichter.

## Werdegang
Benquerença wurde für die Fußball-Weltmeisterschaft 2010 zusammen mit den Assistenten Bertino Miranda und José Cardinal als erstes rein portugiesisches Schiedsrichterteam bei einer Weltmeisterschaft nominiert. Er hat bisher 57 internationale Spiele gepfiffen, dabei 13 Elfmeter ausgesprochen, 13 rote Karten und 288 gelbe Karten verhängt. Sein erstes Spiel pfiff er am 23. August 2001 bei der UEFA-Pokal-Qualifikation Rapid Bukarest gegen Atlantas Klaipėda.
Er spricht Portugiesisch, Englisch, Französisch und Spanisch. Laut Statistik hat er den Auswärtsmannschaften durchschnittlich 2,47 gelbe Karten verhängt, während die Heimmannschaften 1,67 gelbe Karten erhielten. Die Heimteams erhielten neun Elfmeter, die Auswärtsteams vier. Er hat drei Qualifikationsspiele zur Fußball-Weltmeisterschaft 2006 gepfiffen und vier zur Fußball-Weltmeisterschaft 2010. Auch ist er öfters in der portugiesischen Primeira Liga im Einsatz. Am 25. Januar 2004 war er der Schiedsrichter im SuperLiga-Spiel Vitória Guimarães – Benfica Lissabon, der kurz vor Spielende dem in der 60. Minute eingewechselten Miklós Fehér wegen Spielverzögerung eine gelbe Karte gezeigt hatte, wenige Sekunden bevor dieser einen tödlichen Herzstillstand erlitt.
Nachdem er das Halbfinale der UEFA Champions League 2009/10 zwischen Inter Mailand und FC Barcelona gepfiffen hatte, wurden Gerüchte in Umlauf gebracht, dass er mit dem Inter-Trainer José Mourinho befreundet sei und deshalb Inter bei diesem Spiel bevorzugt hätte. Er habe ein Abseitstor von Diego Milito als reguläres anerkannt und Barcelona einen Elfmeter verweigert.
Am 29. Mai 2011 leitete er das Benefizländerspiel zwischen Deutschland und Uruguay in Sinsheim.

## Einsätze bei der Fußballweltmeisterschaft 2010 in Südafrika
- Gruppe E – 14. Juni 2010, 16:00 Uhr:  Japan –  Kamerun 1:0 (1:0)
- Gruppe B – 22. Juni 2010, 20:30 Uhr:  Nigeria –  Südkorea 2:2 (1:1)
- Viertelfinale – 2. Juli 2010, 20:30 Uhr:  Uruguay –  Ghana 1:1 n. V. (1:1, 0:1), 4:2 i. E.